# Australische visarend
De Australische visarend (Pandion haliaetus cristatus) is een ondersoort uit de familie Pandionidae die alleen voorkomt in Australazië.

## Kenmerken en taxonomie
De Australische visarend is qua uiterlijke kenmerken gemiddeld wat kleiner en heeft wat meer donkere veren op de borst en is lichter van kleur op de kruin.
Over de soortstatus is geen consensus. BirdLife International (en de IUCN) wijzen erop dat onderzoek waarin de soortstatus is bepleit, werd gepubliceerd in een boek dat zich onttrok aan collegiale toetsing.

## Verspreiding en leefgebied
De Australische visarend kom voor in Australazië van Celebes tot de Salomonseilanden en Nieuw-Caledonië en langs de west-, noord- en oostkust van Australië. Meestal is de vogel standvogel. De ondersoort is als broedvogel zeer schaars aan de zuidkust van Australië en ontbreekt op Tasmanië.